# Chonchołoj (rejon muchorszybirski)
Chonchołoj (ros. Хонхолой) – wieś w Rosji, w Buriacji, w rejonie muchorszybirskim. W 2010 liczyła 1590 mieszkańców.